# Пресийон
Пресийо́н (фр. Précilhon) — коммуна во Франции, находится в регионе Аквитания. Департамент — Атлантические Пиренеи. Входит в состав кантона Олорон-Сент-Мари-2. Округ коммуны — Олорон-Сент-Мари.
Код INSEE коммуны — 64460.

## География

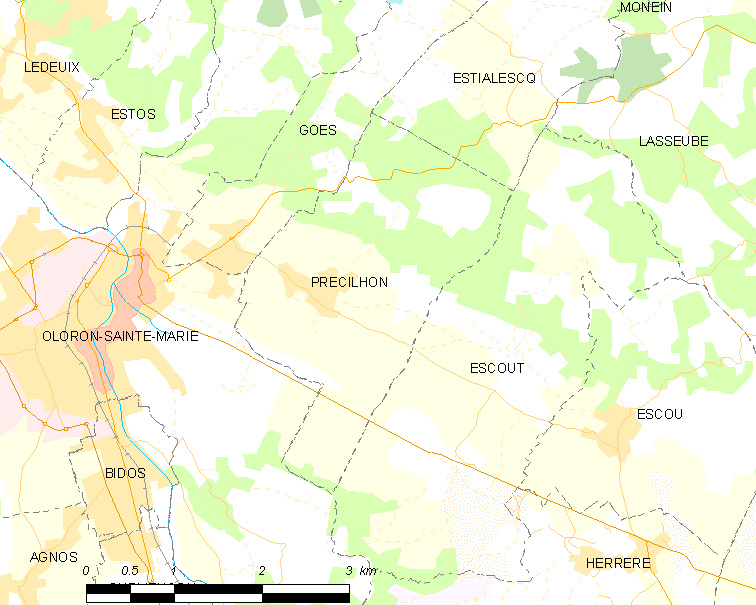
Карта коммуны

Коммуна расположена приблизительно в 670 км к югу от Парижа, в 185 км южнее Бордо, в 21 км к юго-западу от По.
По территории коммуны протекает река Эску.

### Климат
Климат тёплый океанический. Зима мягкая, средняя температура января — от +5°С до +13°С, температуры ниже −10 °C бывают редко. Снег выпадает около 15 дней в году с ноября по апрель. Максимальная температура летом порядка 20-30 °C, выше 35 °C бывает очень редко. Количество осадков высокое, порядка 1100 мм в год. Характерна безветренная погода, сильные ветры очень редки.

## Население
Население коммуны на 2010 год составляло 350 человек.
| 1962 | 1968 | 1975 | 1982 | 1990 | 1999 | 2010 |
| ---- | ---- | ---- | ---- | ---- | ---- | ---- |
| 290  | 254  | 299  | 295  | 320  | 355  | 350  |

## Администрация
| Период | Период | Фамилия          | Партия | Примечания |
| ------ | ------ | ---------------- | ------ | ---------- |
| 1995   | 2008   | Жерар Юре        |        |            |
| 2008   | 2012   | Стефани Редаль   |        |            |
| 2013   | 2020   | Жан-Пьер Терюэль |        |            |

## Экономика
В 2010 году среди 231 человека трудоспособного возраста (15-64 лет) 182 были экономически активными, 49 — неактивными (показатель активности — 78,8 %, в 1999 году было 67,7 %). Из 182 активных жителей работали 161 человек (88 мужчин и 73 женщины), безработных было 21 (12 мужчин и 9 женщин). Среди 49 неактивных 13 человек были учениками или студентами, 27 — пенсионерами, 9 были неактивными по другим причинам.

## Достопримечательности
- Церковь Св. Мартина (XVII век)[4]

## Фотогалерея

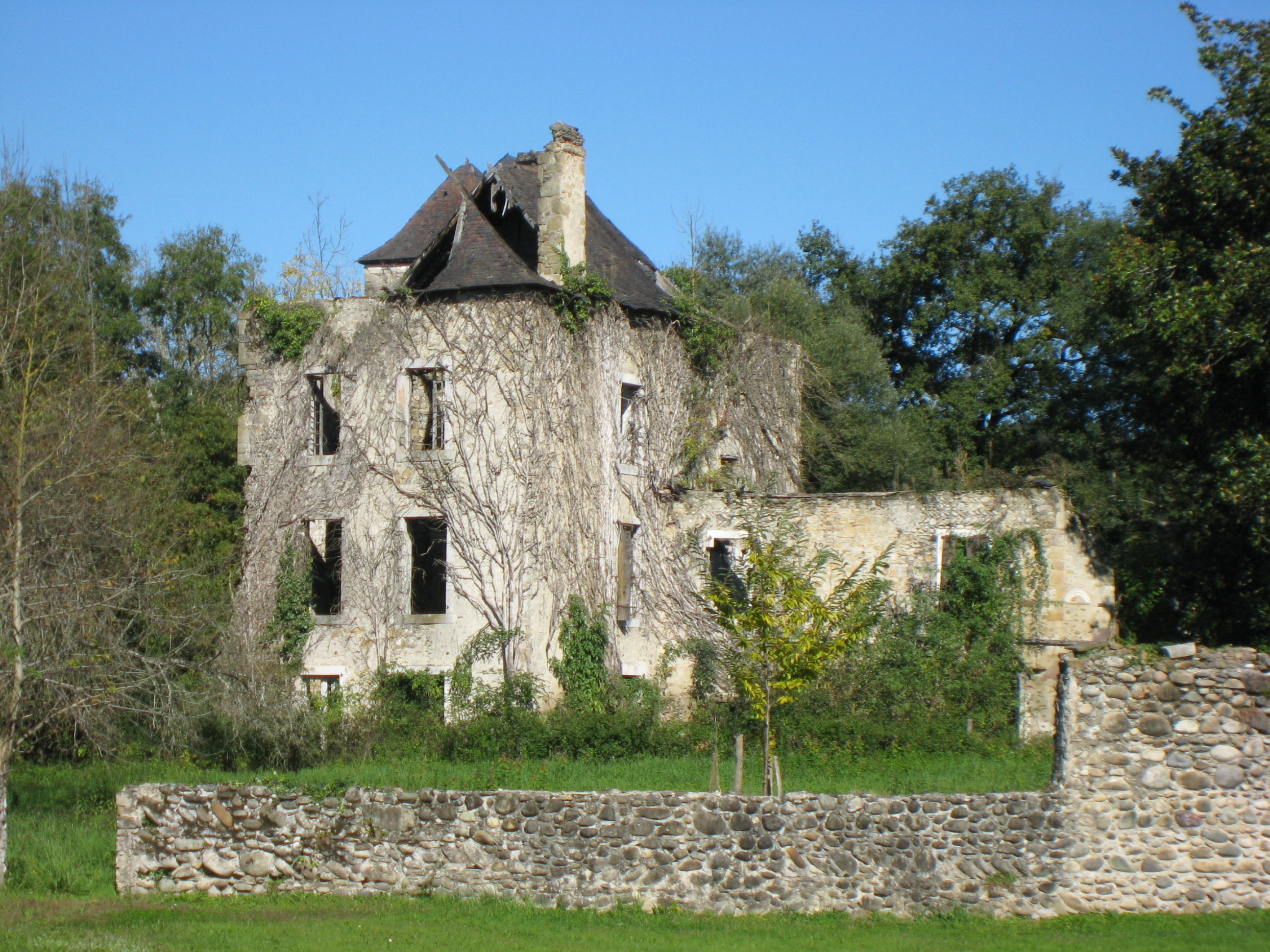
Замок Базерк
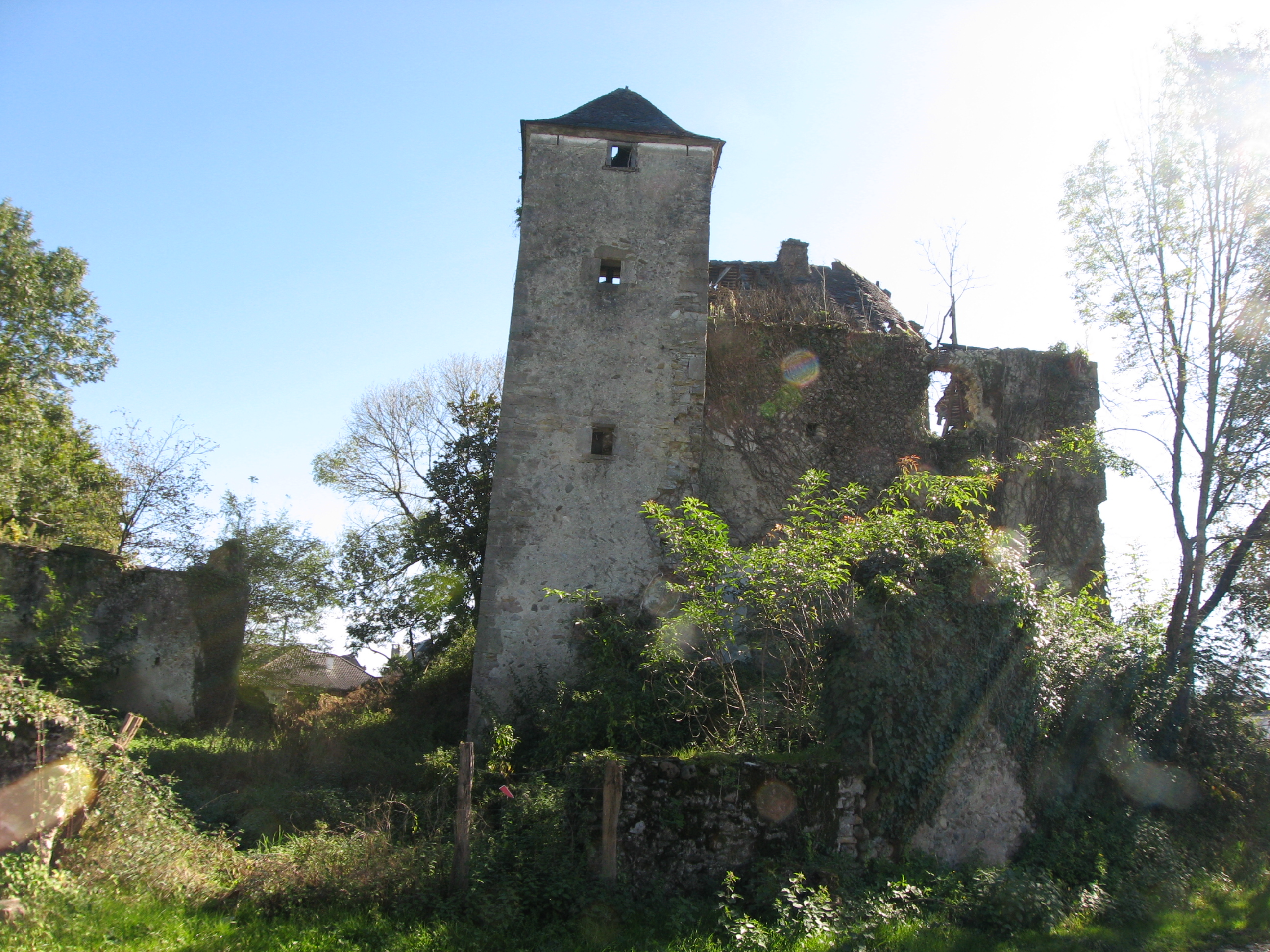
Замок Базерк
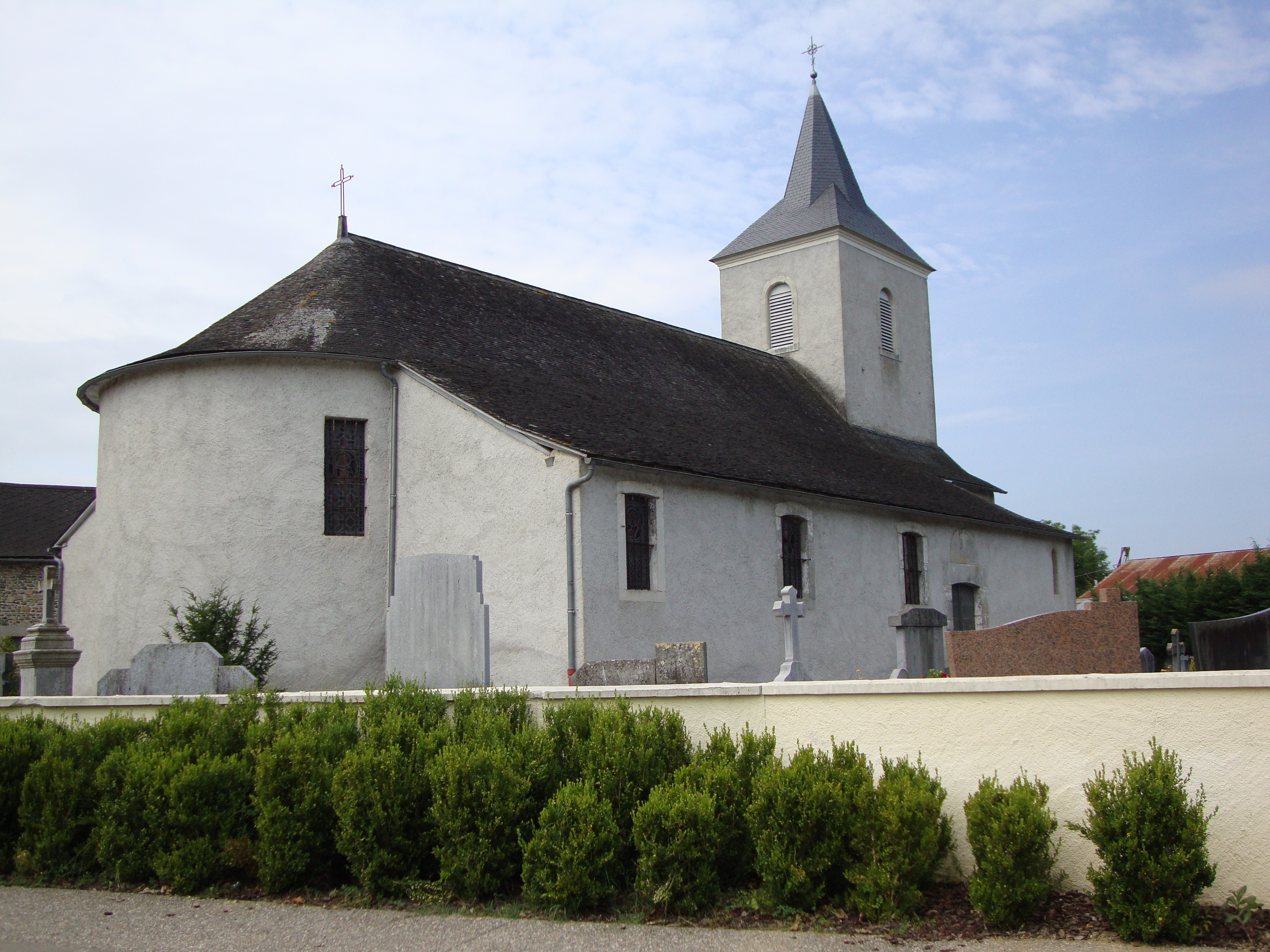
Церковь
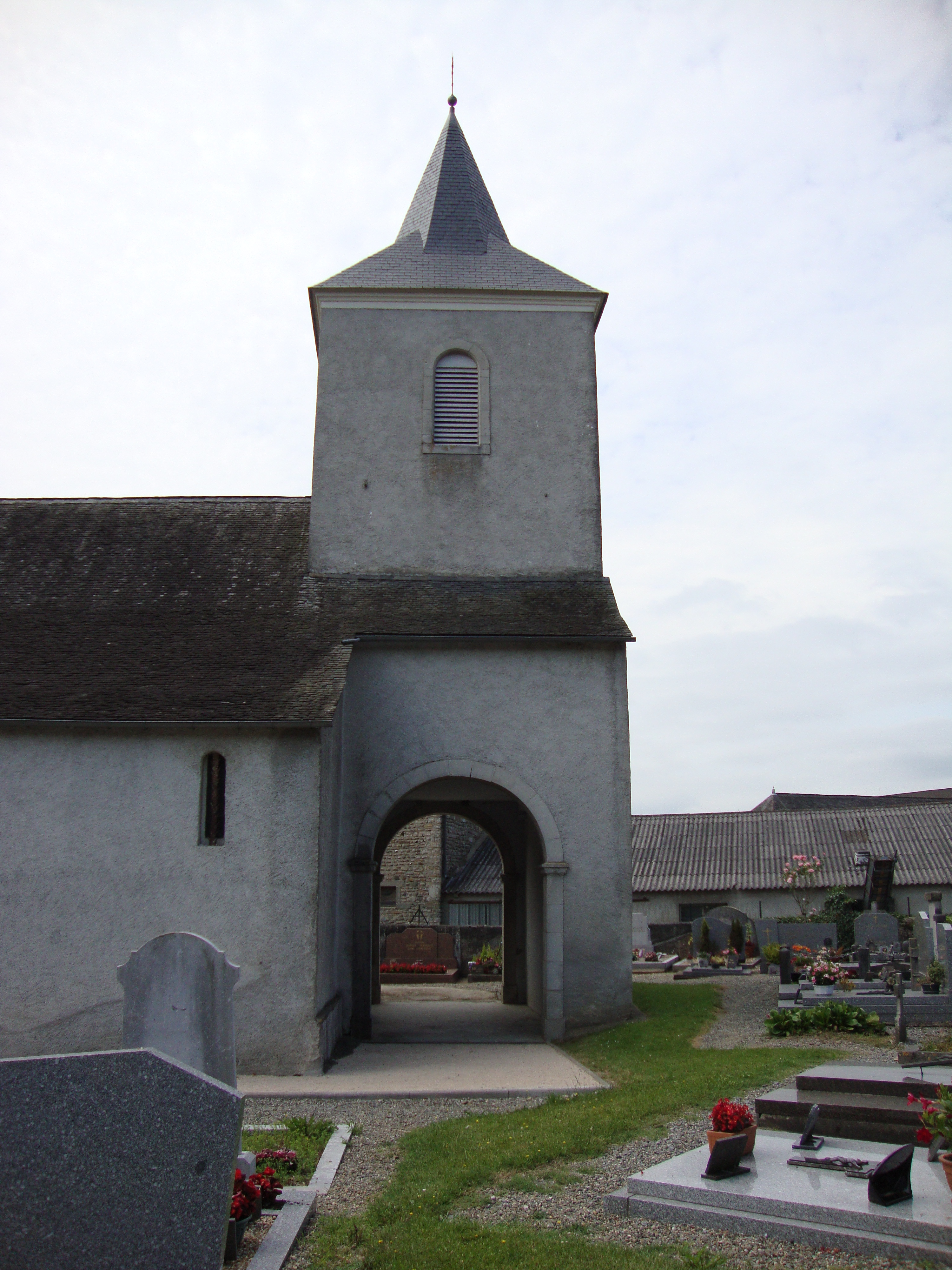
Церковь
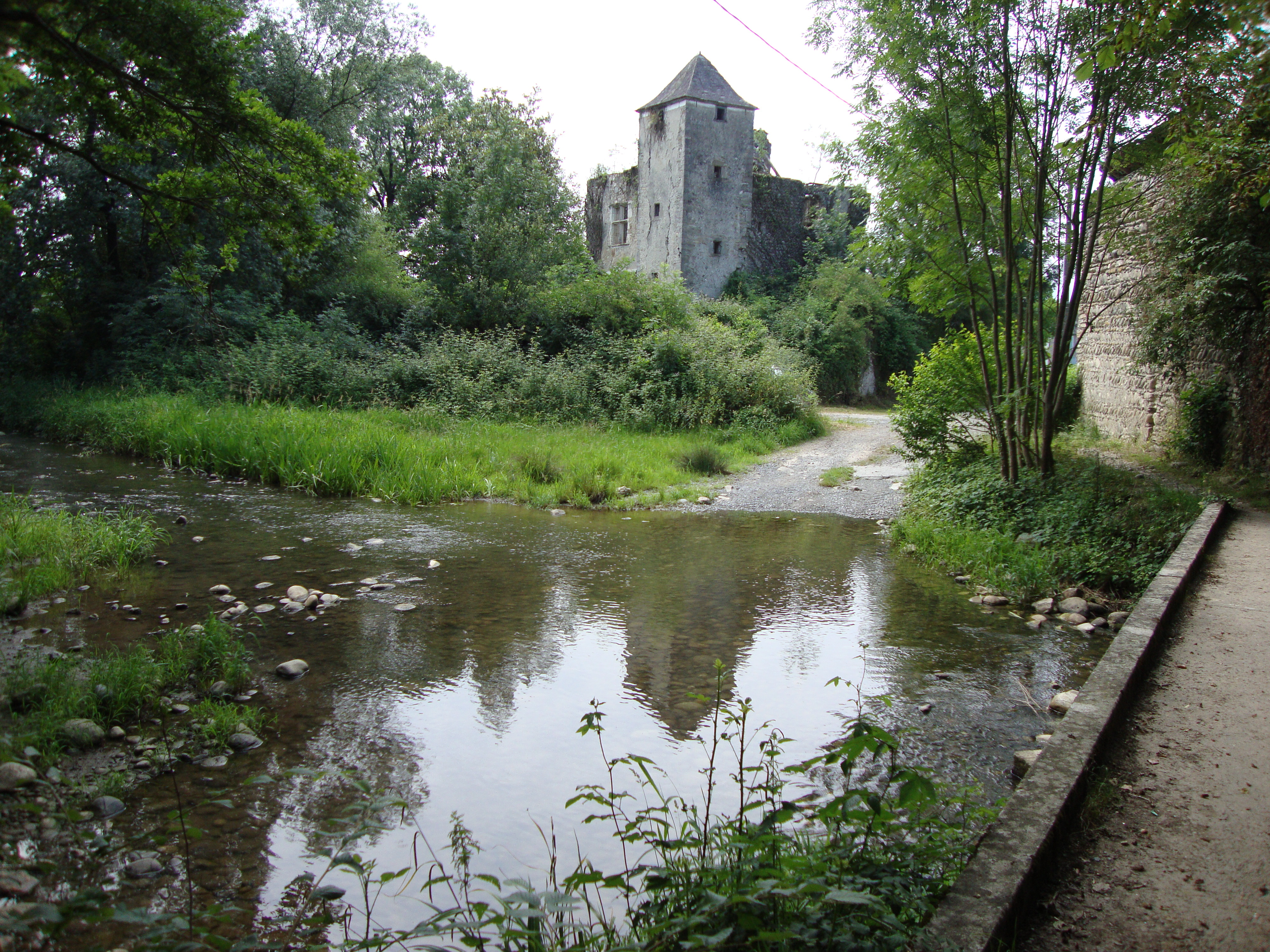
Река Эску